# Casa Martí Ventosa
La Casa Martí Ventosa és un edifici d'habitatges, protegit com a bé cultural d'interès local, a la façana portuària de la Barceloneta, en una parcel·la quadrangular que fa cantonada entre el Pg. Joan de Borbó i el carrer del Mar. L'immoble consisteix en una planta baixa comercial, un entresòl, cinc plantes pis i un àtic en teulada a vessant. No són perceptibles canvis substancials en els trets característics de les façanes. A més, el seu estat de conservació es pot considerar bo.
La planta baixa presenta nombroses obertures dels comerços sota un fris, majoritàriament allisat. L'accés a l'edifici en canvi, presenta dues pilastres estriades, capitells senzills i un frontó amb motius mariners. L'entresòl té nombroses finestres molt regulars i homogèniament distribuïdes. Per sobre, totes les plantes tenen una estructuració molt similar pel que fa a les morfologies i obertures. Destaca però, la gran balconada correguda que abraça els balcons de la cantonada. Aquesta darrera, de morfologia circular i seguida com una tribuna, dona sinuositat a tota la franja del xamfrà i es veu culminada en una tímida torre coronada per una petita cúpula. Però sens dubte, el tret més distintiu d'aquest immoble és la teulada en vessant de l'àtic i les nombroses obertures en mansarda. Aquest darrer tret es mou en uns paràmetres d'elegància i equilibri tot rememorant referents de l'arquitectura parisenca del segle xix totalment insòlita en aquest sector de Barcelona.